# VBC Münchenbuchsee
VBC Münchenbuchsee ist ein Schweizer Volleyballverein aus Münchenbuchsee.
Der Verein bietet Spitzensport wie auch Breitensport, außerdem verfügt er über einige Junioren und Juniorinnen Teams in verschiedenen Alterskategorien. Mit über 100 Aktivmitgliedern in elf Teams gehört der VBC Münchenbuchsee zu den grösseren Vereinen des Kantons Bern bzw. der Schweiz.

## Männer 1
Die Männer 1 spielen seit 1995 in der zweitobersten Liga im Schweizer Volleyball, der Nationalliga B. Drei Mal konnte sich das Team in die Nationalliga A kämpfen (2001/02, 2003–2005, 2010–2012). Dort waren sie jedoch jeweils am Tabellenende und konnten sich nur maximal zwei Saisons halten. Im Team waren zwischenzeitlich auch einige bekannte Schweizer Beachvolleyballer zu finden, so spielten zum Beispiel David Wenger, Mirco Gerson, Jan Schnider, Mats Kovatsch, Philip Gabathuler und Jonas Weingart beim VBC Münchenbuchsee. Zurzeit spielt Jonas Kissling, der ältere der Kissling Brüder, beim VBCM. Das Team spielt wieder in der Nationalliga B und ist auf Playoff-Kurs.

### Saison 2013/14
In der Saison 2013/14 besteht das Team aus zehn Spielern, Trainer ist David Zimmermann.
| Nr | Spieler             | Jahrgang | Größe  | Position  | Nationalität |
| -- | ------------------- | -------- | ------ | --------- | ------------ |
| 2  | Michel Kertai       | 1982     |        | Pass      | Schweiz      |
| 3  | Simon Mosimann      | 1992     |        | Mitte     | Schweiz      |
| 4  | Michael Müller      | 1981     |        | Pass      | Schweiz      |
| 5  | Niklaus Wüthrich    | 1985     |        | Libero    | Schweiz      |
| 6  | Patrick Trachsel    | 1975     | 197 cm | Mitte (C) | Schweiz      |
| 7  | Dario Röthlisberger | 1992     |        | Mitte     | Schweiz      |
| 9  | Christian Roth      | 1984     |        | Diagonal  | Schweiz      |
| 10 | Jonas Kissling      | 1990     | 192 cm | Aussen    | Schweiz      |
| 11 | Aaron Schmidt       | 1986     |        | Aussen    | Schweiz      |
| 13 | Reto Nüesch         | 1982     | 183 cm | Aussen    | Schweiz      |

### Erfolge
- 3× Aufstieg in die Nationalliga A (2001, 2003, 2010), insgesamt 5 Saisons in der NLA
- Schweizercup 1/2 Finale: VBC Münchenbuchsee – Pallavolo Lugano 2:3 (21:25, 25:20, 23:25, 27:25, 9:15)

## Frauen 1
Die Frauen 1 spielten von 1998 bis 2005 in der Nationalliga B, stiegen dann aber in die 1. Liga ab, wo das Team sich seither in der oberen Tabellenhälfte hält und bereits einige Male am erneuten Aufstieg nur knapp scheiterte. In der aktuellen Saison will der Aufstieg geschafft werden und momentan befindet sich das Team auf dem zweiten Tabellenplatz. Von 2005 bis 2009 wurde das Team von Timo Lippuner trainiert, dem aktuellen Assistent Coach der Schweizer Volleyballnationalmannschaft der Frauen.

### Saison 2013/14
In der Saison 2013/14 setzt sich das Team aus elf Spielerinnen zusammen, das Team wird von Stefan Nüesch gecoacht.
| Nr | Spielerin         | Jahrgang | Größe | Position   | Nationalität |
| -- | ----------------- | -------- | ----- | ---------- | ------------ |
| 2  | Christa Wolfgramm | 1980     |       | Libera     | Schweiz      |
| 3  | Carla Dufing      | 1988     |       | Diagonal   | Schweiz      |
| 4  | Tatjana Gerber    | 1979     |       | Mitte      | Schweiz      |
| 6  | Corina Hadorn     | 1991     |       | Mitte      | Schweiz      |
| 7  | Tina Siegenthaler | 1989     |       | Pass       | Schweiz      |
| 8  | Sara Schüpbach    | 1987     |       | Aussen (C) | Schweiz      |
| 9  | Nadine Schenk     | 1982     |       | Aussen     | Schweiz      |
| 10 | Daniela Schneider | 1981     |       | Aussen     | Schweiz      |
| 11 | Sonja Marti       | 1986     |       | Pass       | Schweiz      |
| 13 | Sarah Brunner     | 1988     |       | Aussen     | Schweiz      |
| 13 | Nadja Hermund     | 1990     |       | Mitte      | Schweiz      |